# フィンニッシュ・ベースボール・フェデレーション
フィンニッシュ・ベースボール・フェデレーション（英語: Finnish Baseball Federation）は、フィンランドのプロ野球リーグの名称。1部リーグのベースボーリン・SMサージャと2部リーグのフィンランド・サージャで構成される。

## ベースボーリン・SMサージャ
- ヘルシンキ・ピューマ
- エスポー・エクスポズ
- タンペレ・タイガース
- マルミ・ブレッツ

## フィンランド・サージャ
- ヤスコ・ジャイアンツ
- リントゥヴァーラXL5
- エスポー・エンジェルス
- ヘルシンキ・メッツ
- トゥルク・ブラックソックス
- ラハティ・パイレーツ
- ピエクサマキ・ブルドックス